# William Gibson (dramaturg)
A nu se confunda cu William Gibson, scriitor de literatură științifico-fantastică
William Ford Gibson (n. 13 noiembrie 1914, New York City, New York, SUA – d. 25 noiembrie 2008, Stockbridge, Massachusetts, SUA) a fost un dramaturg american și romancier. Este cel mai renumit pentru scrierea piesei de teatru The Miracle Worker (1959).

## Lucrări

### Piese de teatru
- 1958 : Doi pe un balansoar (Two for the Seesaw), pus în scenă de Arthur Penn, cu Henry Fonda și Ann Bancroft, Broadway.
- 1959 : The Miracle Worker

### Ecranizări
- 1962 - The Miracle Worker, regia Arthur Penn, cu Anne Bancroft și Patty Duke.
- 1962 - Doi pe un balansoar (Two for the Seesaw), regia  Robert Wise, cu Robert Mitchum și Shirley MacLaine.